# 笠原俊一
笠原 俊一（かさはら しゅんいち、1926年（大正15年）11月21日 - 2007年（平成19年）4月8日）は、昭和戦後から平成期の地方公務員、政治家。長野県諏訪市長。

## 来歴
現在の諏訪市出身。1943年（昭和18年）12月、岡谷工業学校（現長野県岡谷工業高等学校）卒業。1944年（昭和19年）近藤製作所（のち浅野航空）に入社。1945年（昭和20年）応召し、復員後は職場が解散したため農業に従事。1951年（昭和26年）7月、中洲村役場に入り、諏訪市合併後、1967年（昭和42年）財政課長、1979年（昭和54年）助役を歴任。
1983年（昭和58年）5月、諏訪市長選挙に当選し、1999年（平成11年）5月まで4期務めて引退。在任中は工場立地の適正化や道路交通網の整備に尽力した。